# بریتانی المزلی
بریتانی المزلی (انگلیسی: Brittany Elmslie؛ زادهٔ ۱۹ ژوئن ۱۹۹۴) یک شناگر اهل استرالیا است.
از افتخارات وی میتوان به کسب مدال طلا ۴×۱۰۰ متر آزاد امدادی در بازی‌های المپیک تابستانی ۲۰۱۲ اشاره کرد.